# Obere Steinbeck
Obere Steinbeck, bis Mitte des 19. Jahrhunderts Oberste Steinbeck, war eine aus zwei Wohnplätzen bestehende Ortslage in der bergischen Großstadt Wuppertal an der Hatzenbeck im Bereich der heutigen Straße Steinbeck. Obere Steinbeck ist von den Ortslagen Mittlere Steinbeck und  Untere Steinbeck zu unterscheiden, die weiter flussabwärts an der Hatzenbeck lagen, die bis zum frühen 20. Jahrhundert noch Steinbeck hieß. Heute wird der gesamte Bereich der drei Höfe in der Bevölkerung als Steinbeck bezeichnet.

## Lage und Beschreibung
Der erste der beiden Wohnplätze lag im Bereich zwischen der Straße Steinbeck, Ruhrstraße und der Mainstraße nördlich des Bahnhofs Wuppertal-Steinbeck. Der zweite Wohnplatz lag an der Straße Steinbeck, hauptsächlich auf der Westseite. Beide befinden sich im Wohnquartier Friedrichsberg im Stadtbezirk Elberfeld auf einer Höhe von 190 m ü. NHN. Sie sind bereits gegen Ende des 19. Jahrhunderts in der innerstädtischen Bebauung Wuppertals aufgegangen.
Benachbarte Ortslagen im 19. Jahrhundert waren In der Hütte, der Siedlungskern von Arrenberg, Mittlere Steinbeck, Untere Steinbeck, Vorm Holz, Hinterm Holz, Hatzenbeck, Im Langenfeld, An der Windfoche und Am Hohlenweg.

## Etymologie und Geschichte
Beck ist eine mittelniederdeutsche Form für Bach, Steinbeck bedeutet daher Steinbach. Steinbach und Steinbeck sind beliebig austauschbare Synonyme für den Bach und den Ortsnamen und wurden in der Geschichte je nach Quelle unterschiedlich verwendet. Der Name des Hofes geht unstrittig auf seine Lage an dem gleichnamigen Bach zurück.
Obere Steinbeck geht auf einen mittelalterlichen und frühneuzeitlichen Hof zurück. Bereits 1428 wird ein Hof Steinbeck urkundlich erwähnt. Er gehörte in dieser Zeit zur Elberfelder Kirche im Kirchspiel Elberfeld im bergischen Amt Elberfeld. Auf der Topographia Ducatus Montani des Erich Philipp Ploennies aus dem Jahre 1715 sind die beiden Wohnplätze als W. Steinbach und S.Steinbach verzeichnet. Auf der Topographischen Aufnahme der Rheinlande von 1824 ist ein Ort ebenso verzeichnet, wie auf der Preußischen Uraufnahme von 1843.
1815/16 besaß der Ort 123 Einwohner. 1832 gehörte der Ort zur Holz und Eichholzer Rotte des ländlichen Außenbezirks des Kirchspiels und der Stadt Elberfeld. Der laut der Statistik und Topographie des Regierungsbezirks Düsseldorf als Einzelne Häuser kategorisierte Ort wurde als in der obersten Steinbach bezeichnet und besaß zu dieser Zeit acht Wohnhäuser und sieben landwirtschaftliche Gebäude. Zu dieser Zeit lebten 138 Einwohner im Ort, zehn katholischen und 128 evangelischen Glaubens.
Die heutigen Straße Steinbeck war ein regional bedeutender Handelsweg zwischen Köln bzw. dem Rhein bei Hitdorf und der damals selbstständigen Stadt Elberfeld, die im 19. Jahrhundert zur Provinzialstraße Elberfeld–Hitdorf ausgebaut wurde. Obere Steinbeck lag an dieser stark frequentierten Chaussee, die als Staatsstraße klassifiziert war.
In der Oberen Steinbeck befand sich 1863 ein öffentliches Schwimmbad, die Kirberg'sche Badeanstalt.